# Etofenprox

Fórmula esqueletal del Etofenprox

El Etofenprox es un insecticida de amplio espectro derivado de los piretroides. Actúa por contacto e ingestión afectando al sistema nervioso de los artrópodos y provocando su muerte. Es comúnmente utilizado para el control fitosanitario de plagas en agricultura.

## Usos generales
El etofenprox es un insecticida que afecta al sistema nervioso de los artópodos por contacto o ingerstión. Es usado en la agricultura, horticultura, viticultura, control forestal, salud animal y salud pública en contra de la mayoría de las pestes como lepidóptera, hemiptera, coleóptera, diptera, thysanoptera e hymenoptera. En la agricultura, el etofenprox es usado en un amplio rango de cultivos como arroz, fruta, vegetales, maíz, soya y té. Se absorbe en cantidades mínimas mediante las raíces y las plantas pueden sufrir algunas translocaciones.
En el sector de la salud pública, el etofenprox es usado como control vectorial ya sea mediante la aplicación directa sobre las áreas afectadas o indirectamente mediante productos fabricados como redes de mosquitos. El etofenprox es usado en volúmenes bajos para controlar mosquitos adultos y varios tipos de moscas. También es usado de forma pura en aerosoles de ultra bajo volumen o diluido con o aceite mineral para aplicaciones directas en el control de pestes cerca de zonas residenciales, industriales, comerciales, urbanas, áreas recreativas, campos de golf y otros lugares donde esas pestes son comunes.

## Peligros a los humanos y animales domésticos
El etofenprox es dañino si se ingiere y puede causar irritación ocular moderada. El contacto con ojos, piel o ropa debe ser evitado. La exposición repetida a esta sustancia puede causar irritación en la piel. La DL50 es inferior a 2000 mg/kg (vía oral, ratas) e inferior a 5.88 mg/l (inhalación, ratas). En conejos no es un irritante ni a piel ni a ojos. No causa sensibilidad dérmica en conejillos de indias (intradermal ni tópica).

## Riesgos ambientales
El pesticida es tóxico para organismos acuáticos incluyendo peces e invertebrados. Derrames provenientes de áreas donde se ha esparcido y la deposición en cuerpos de agua pueden ser peligrosos para los peces y otros organismos acuáticos.  Es extremadamente tóxico para las abejas expuestas al tratamiento directo sobre cultivos florescientes o hierbas. Se recomienda proveer el máximo tiempo posible entre el tratamiento con etofenprox y los periodos de actividad de las abejas.

## Acumulación en el ambiente
El etofenprox se descompone en el suelo mediante organismos aeróbicos y anaeróbicos. En suelos estériles, ocurre una ligera degradación en un periodo de 56 días. La degradación fotoquímica oxidativa es rápida, en el aire, la vida media estimada es de 2.07 horas. Los principales metabolitos no se acumulan y se degradan hasta dióxido de carbono con un periodo de vida media de entre 14 y 44 días. El etofenprox se degrada a sí mismo en un periodo de entre 7 a 45 días dependiendo de las condiciones del suelo y la temperatura.